# Särkiluoto (ö i Finland, Norra Savolax, Norra Savolax, lat 63,65, long 27,14)
Särkiluoto är en ö i Finland. Den ligger i sjön Iso-Ii och Pikku-Ii och i kommunen Vieremä i den ekonomiska regionen  Övre Savolax ekonomiska region  och landskapet Norra Savolax, i den centrala delen av landet, 400 km norr om huvudstaden Helsingfors. Öns area är 0,2 hektar och dess största längd är 80 meter i nord-sydlig riktning.